# Kościół Trójcy Przenajświętszej w Piekarach Śląskich
Kościół Trójcy Przenajświętszej – rzymskokatolicki kościół parafialny należący do dekanatu Piekary Śląskie archidiecezji katowickiej. Znajduje się w Szarleju, dzielnicy Piekar Śląskich.

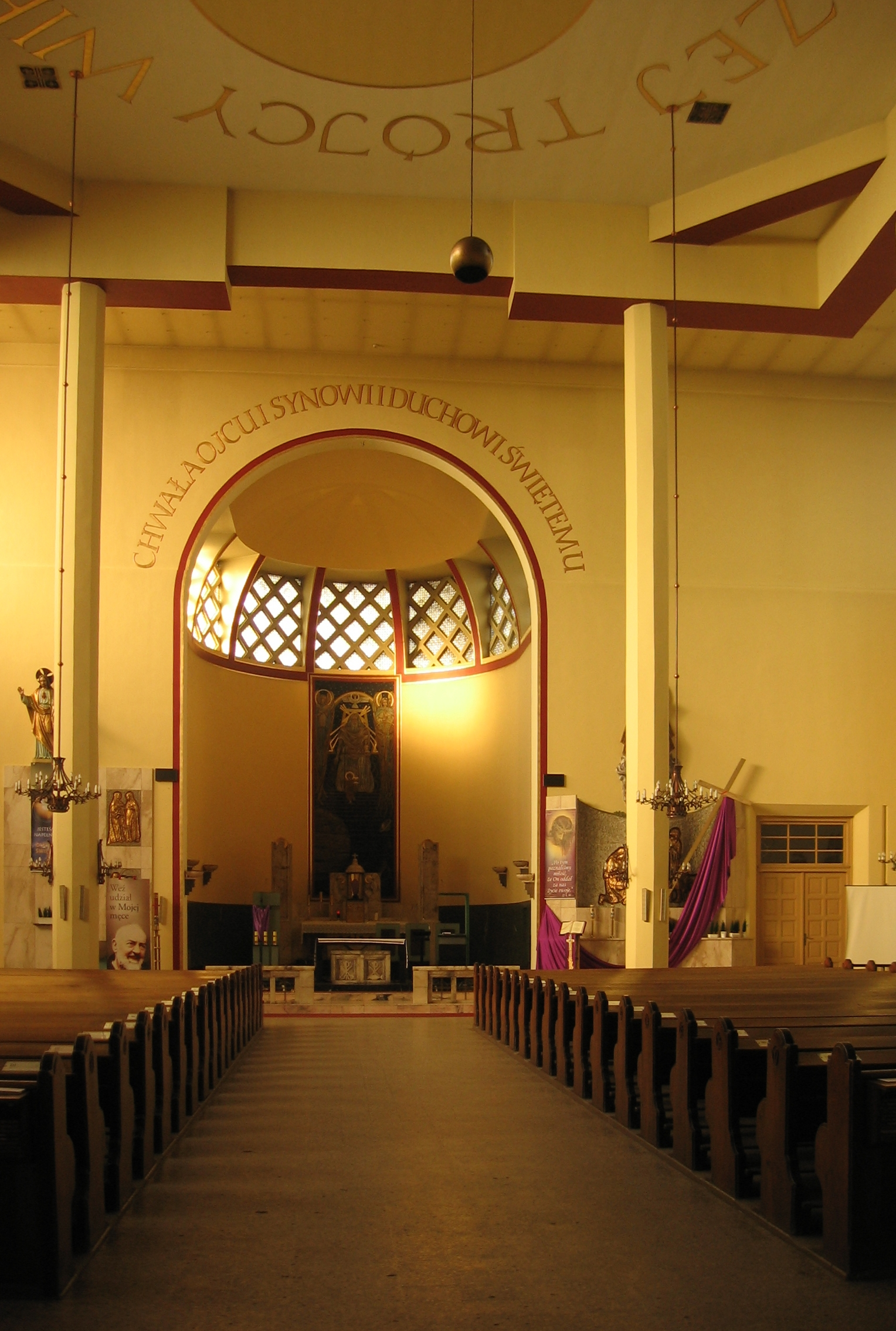
Wnętrze (2018)

Jest to świątynia wzniesiona według modernistycznego projektu krakowskiego architekta Zygmunta Gawlika (projektanta archikatedry Chrystusa Króla w Katowicach), wybranego w wyniku konkursu. Kościół został zbudowany w latach 1929-1933; autorem wystroju wnętrza był Maciej Bieniasz z Katowic; konstruktorami byli: inżynier Artur Allnoch ze Świętochłowic i inżynier Konstantyn Gabryś z Katowic. 
Świątynia została zbudowana na planie prostokąta, nawa i prezbiterium – na planach zbliżonych do kwadratu. W bocznych ścianach nawy znajdują się trójkątne ryzality. Prezbiterium jest węższe i zamknięte jest półkolistą apsydą ujętą przez parę prostokątnych aneksów. Na przeciwległym końcu znajduje się rozbudowany, nieco szerszy masyw południowy (wieża nie została zbudowana). Korpus świątyni posiada dwie kondygnacje, jest nakryty płytkim dachem dwuspadowym. Masyw południowy jest ukształtowany schodkowo i nakryty jest dachem czterospadowym. Elewacje są otynkowane, w górnej kondygnacji nawy znajduje się ciąg dużych, prostokątnych, wielopodziałowo oszklonych okien. Wnętrze jest salowe, zostało zaplanowane na rzucie kwadratu opisanego na mniejszym kwadracie zaakcentowanym ośmiokątnymi filarami. Część środkowa jest zamknięta stropem podwyższonym w stosunku do stropu obejścia. Ściany są zamknięte trójbocznie, we wschodnim zamknięciu jest umieszczona empora z murowaną balustradą.